# Senior (harcerstwo)
Senior - miano przyznawane starszyźnie i instruktorom ZHP, którzy ukończyli 55 lat i złożyli stosowną deklarację właściwemu komendantowi.
Podstawową jednostką organizacyjną seniorów ZHP jest harcerski krąg seniorów.